# Leucostoma neomexicanum
Leucostoma neomexicanum är en tvåvingeart som beskrevs av Townsend 1892. Leucostoma neomexicanum ingår i släktet Leucostoma och familjen parasitflugor.
Artens utbredningsområde är New Mexico. Inga underarter finns listade i Catalogue of Life.